# Fehér Tibor (színművész, 1916–1974)
Fehér Tibor, névváltozat: Fehér Tibor Dezső (Budapest, 1916. szeptember 21. – Budapest, 1974. május 9.) színész. 

## Életútja
Édesapja Fehér Gyula színész, a budapesti Nemzeti Színház tagja, édesanyja Lengyel Klára színésznő. Felesége Csavardics Mária volt, akivel Budapesten kötött házasságot 1951-ben.
Az Országos Színművészeti Akadémián szerezte színészi oklevelét. Állomásai 1934–35-ben Zilah, Nagyszalonta, Margitta, Szilágycseh, Nagyvárad, Belényes és Dés voltak Jódy Károly társulatában, majd 1939–40-ben Szatmárnémetiben szerepelt Mihályi (Mihály) Károly társulatánál. Két évig a budapesti Magyar Színházban játszott, később a Kamara Varieté tagja volt. Egy ideig a Vajna György és Bokor Dezső-féle könyv- papír-, zeneműkereskedő és kiadó iparüzlet munkatársaként dolgozott. Az 1960-as években az Állami Déryné Színház művésze volt. Írt verseket és színdarabokat is.

## Versei
- Uj antológia (Budapest, 1940), megzenésítve: Hoffmann Odön: Akármerre járok... (Budapest, 1941)

## Színműve
- „Házi” főpróba. vígjáték 1 felvonásban. (bemutató: Kamara Varieté, 1941. május 1.)

## Művei
- Az én imádságom. (Versek) Budapest, 1939.
- Gyárban és őrhelyen. (Versek). Budapest, 1940. (Sásdi Sándor Pállal).
- Munkaszolgálatos kézikönyve. Budapest, 1940. (Bereznai Auréllal és ifj. Kostyál Istvánnal).
- Magam vetkőztetem... Versgyűjtemény. Budapest (ny. Kiskunhalas), 1941. (Összeállította Sásdi Sándor Pállal. Benne a 69. oldalon önéletrajza).
- Színész a tükre előtt... Versek. Budapest, (ny. Kiskunhalas), 1942.
- Maszk. A színész arca. Budapest, 1943.
- A maszkírozás kézikönyve. (Szinmüv. Könyvei.) Budapest, (ny. Kiskunhalas), 1943.
- Szép akarok lenni. A női arc festésének gyakorlati kézikönyve. Budapest, 1944.

Kötetei részben Fehér Tibor, részben Fehér Tibor Dezső néven jelentek meg.